# Capucha

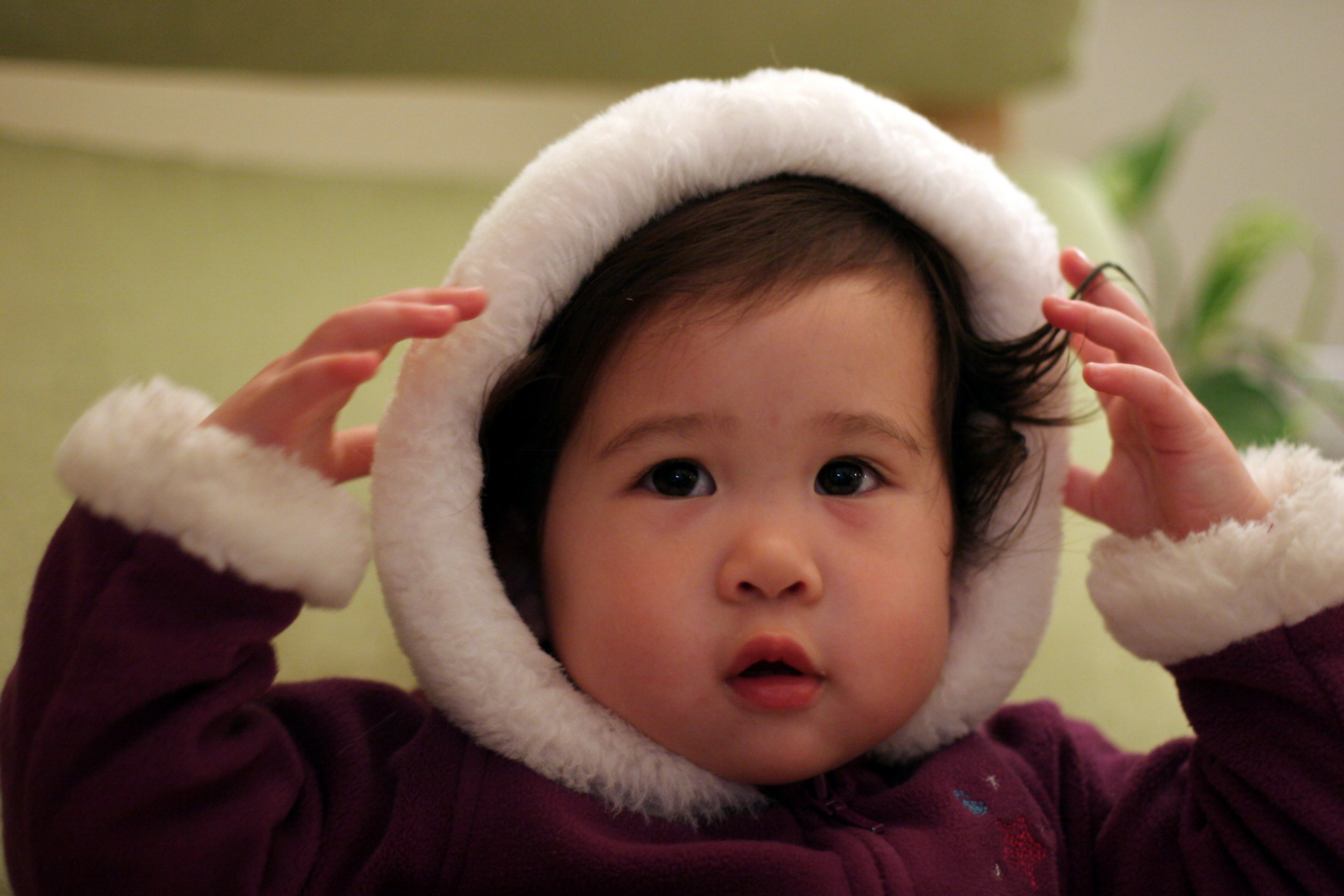
Niño con capucha

Una capucha es un tipo de cobertura para la cabeza que cubre la mayor parte de la cabeza y el cuello y en ocasiones la cara. Pueden ser utilizadas para la protección contra el clima, como moda, como forma de vestido o como parte de un uniforme tradicional, para evitar que el portador pueda ser identificado con facilidad.

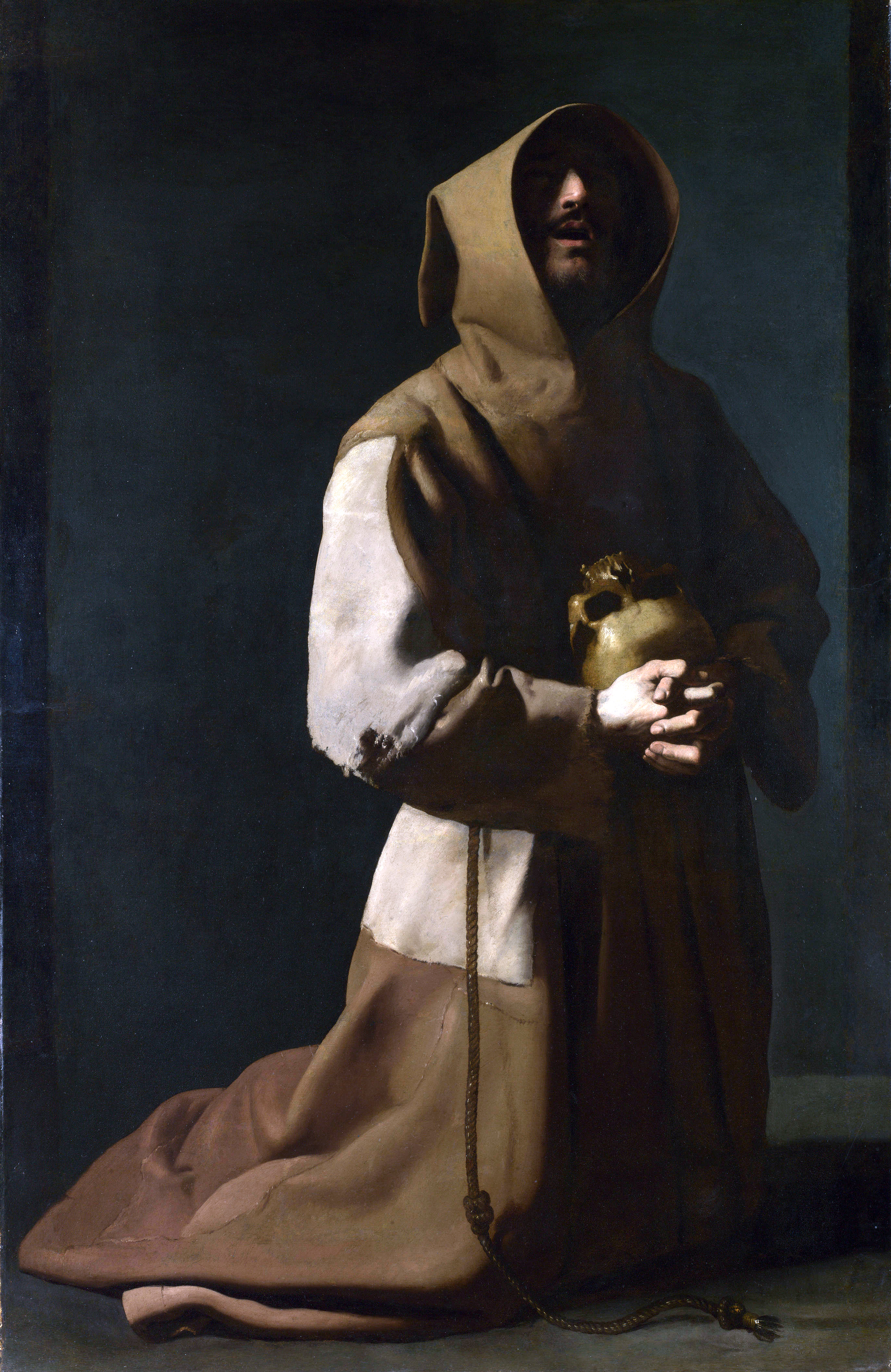
San Francisco en meditación. Versión resguardada en la National Gallery de Londres.

Hoy, las capuchas de moda constituyen como norma general cubiertas blandas para la cabeza que forman parte de una prenda más grande (por ejemplo, un abrigo, una camisa o una capa; una excepción es la capucha para la lluvia que no forma parte de una prenda mayor). Las capuchas pueden ser colocadas sobre la cabeza cuando son necesarias o dejadas en la parte posterior de la prenda cuando no. También pueden ser desmontables para transformar un abrigo de invierno en otro de primavera o pueden ser diseñadas para ser dobladas o enrolladas en un bolsillo pequeño que se sitúa en el cuello de la prenda cuando no están en uso.
Históricamente, las capuchas de antes eran similares a capuchas modernas, a menudo formando parte de una capa o un abrigo o una forma separada de sombrero. Las caperuzas eran muy comunes en la Europa medieval y se desarrollaron más adelante en forma de sombreros extravagantes. Algunas capuchas blandas también fueron utilizadas por los hombres debajo de los sombreros.

## Otros usos

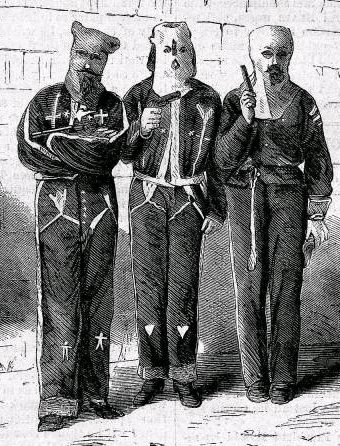
Miembros del Ku Klux Klan con capucha

- Las capuchas también se han utilizado como uniforme para determinadas organizaciones tales como el Ku Klux Klan.
- Una capucha es un componente de determinados uniformes académicos que se constituye por una prenda a menudo brillante y decorativa usada solamente en ocasiones especiales.
- Los buceadores que utilizan bombonas a menudo utilizan capuchas de neopreno para aislamiento térmico. Cubren la cabeza y el cuello enteros excepto la cara.
- A menudo, las capuchas que sirven para ocultar o para controlar al portador cubre la cabeza entera, con el resultado de que el portador puede ver poco o nada, como si tuviera los ojos vendados. O puede servir para prevenir la identificación del portador. Puede ser utilizada sobre o por la persona se ha arrestado o se ha secuestrado o antes de proceder a una ejecución.
- Un criminal puede también usar una capucha para prevenir la identificación.
- La capucha ajustada puede ser utilizada en prácticas sexuales como el bondage.
- Son utilizadas como equipo de protección personal. Brinda protección contra partículas o chispas que puedan tener contacto con la cabeza, cuello y parte de la cara.

## Galería

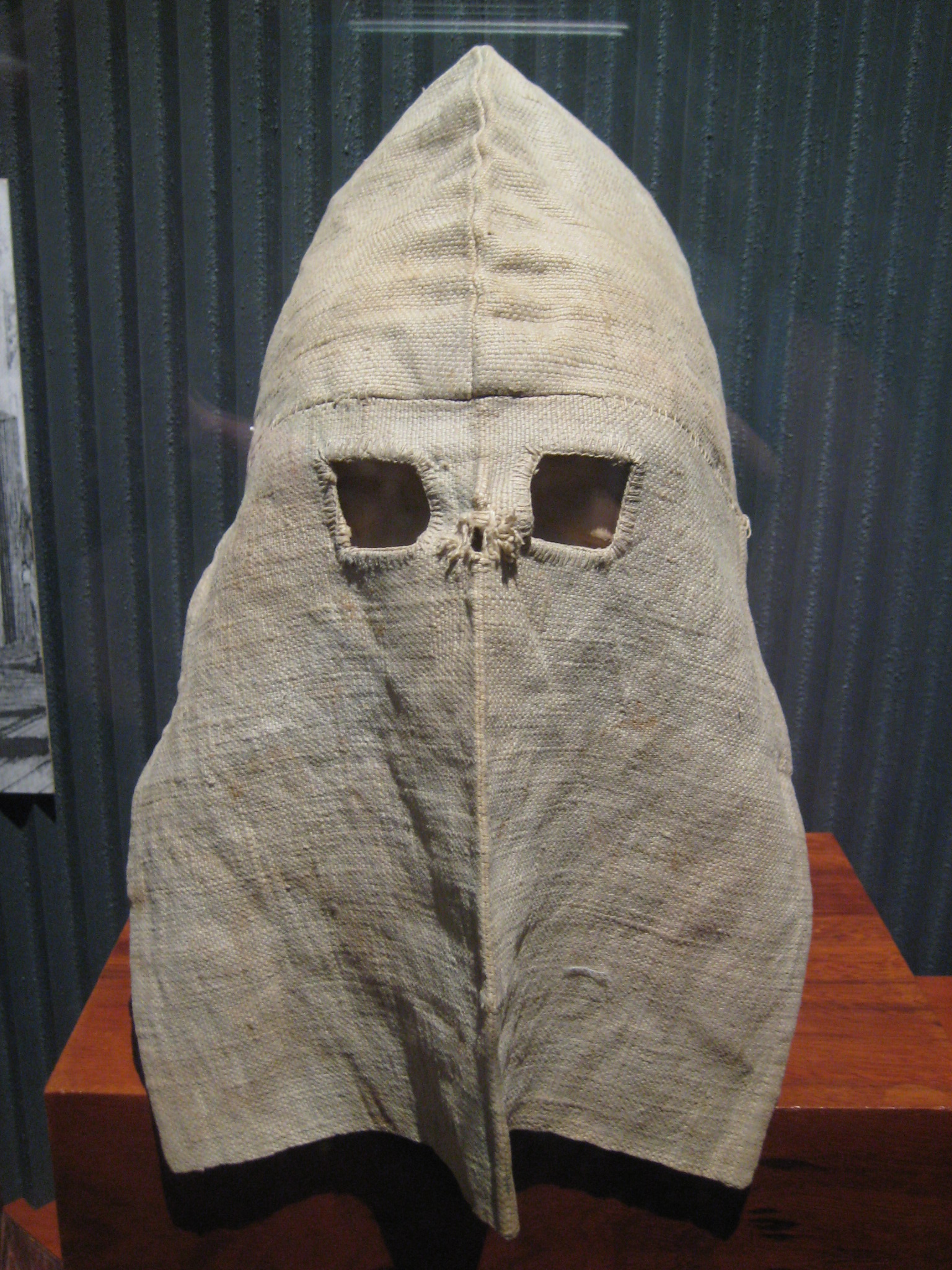
Capucha de prisionero
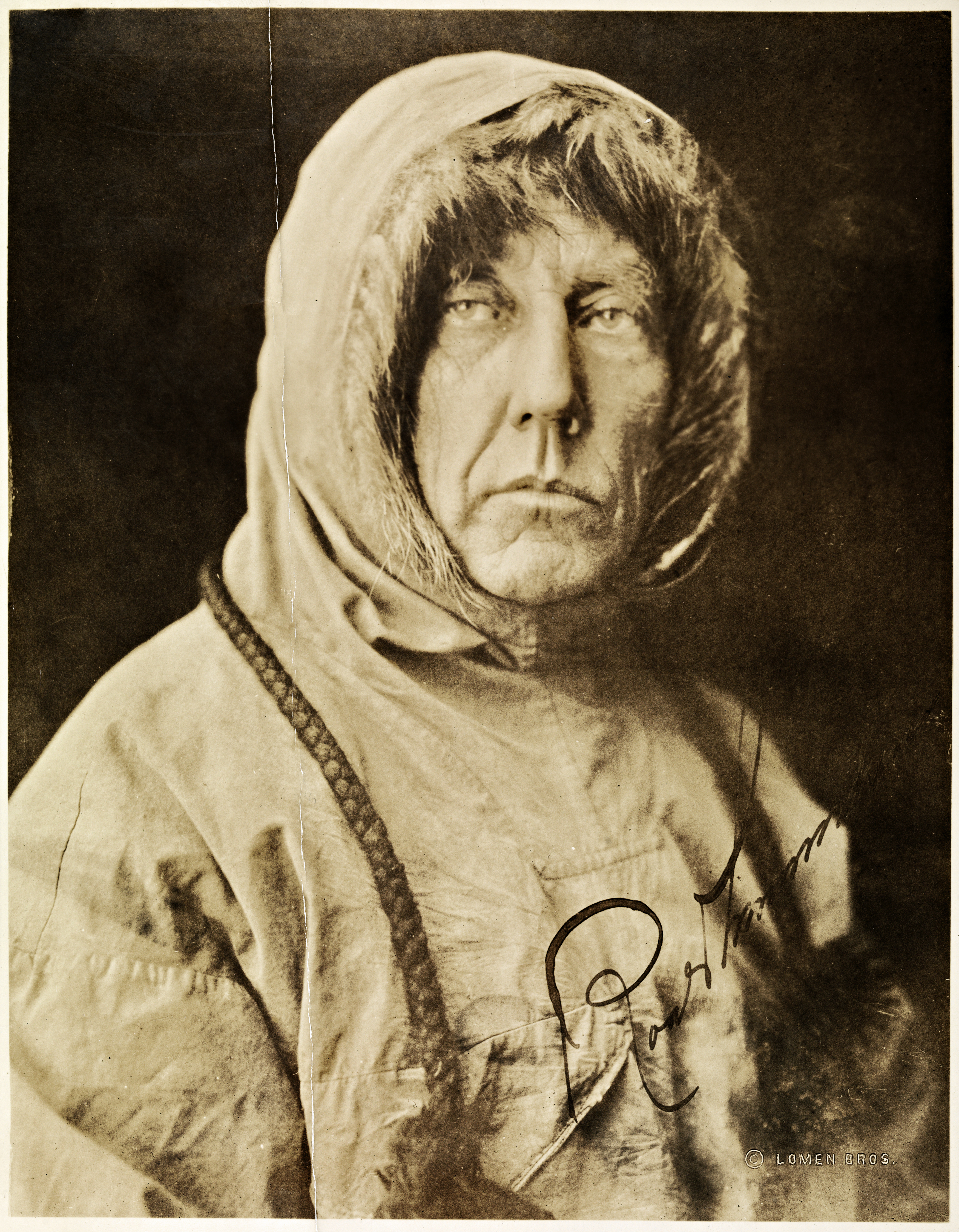
El expedicionario Roald Amundsen con capucha
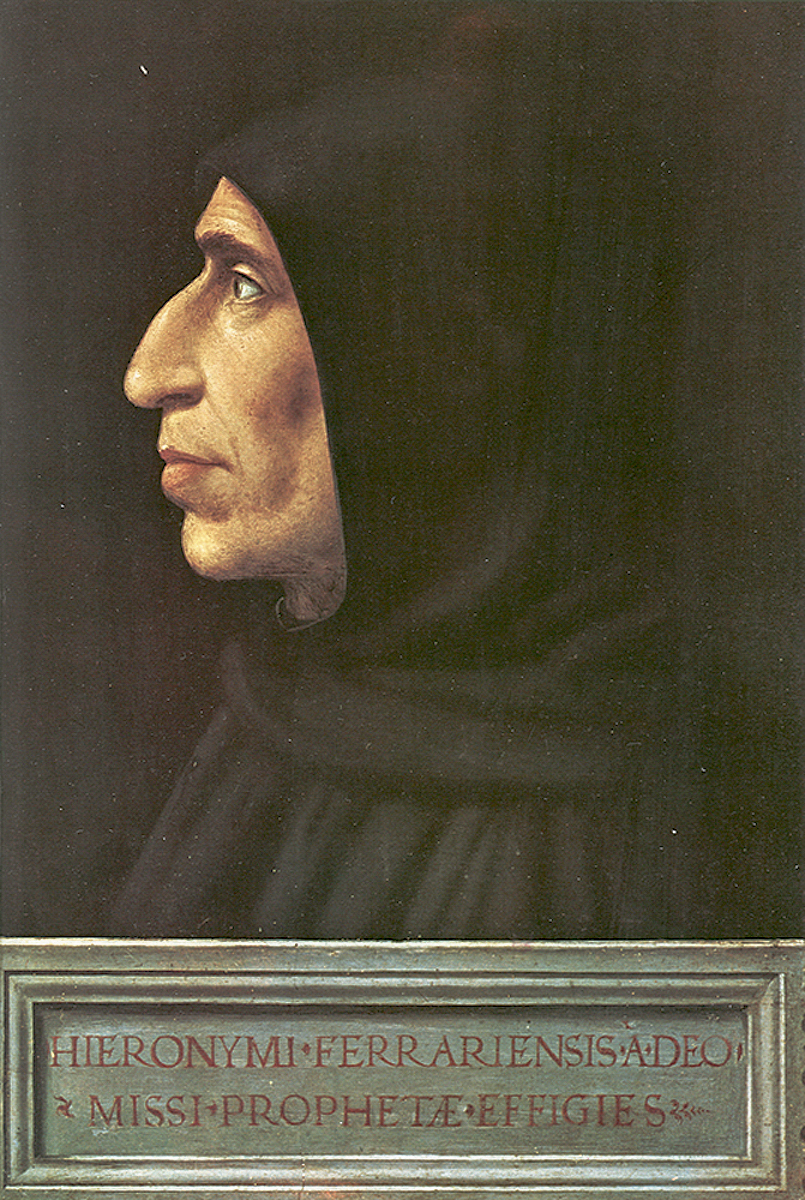
El dominico Girolamo Savonarola con capucha
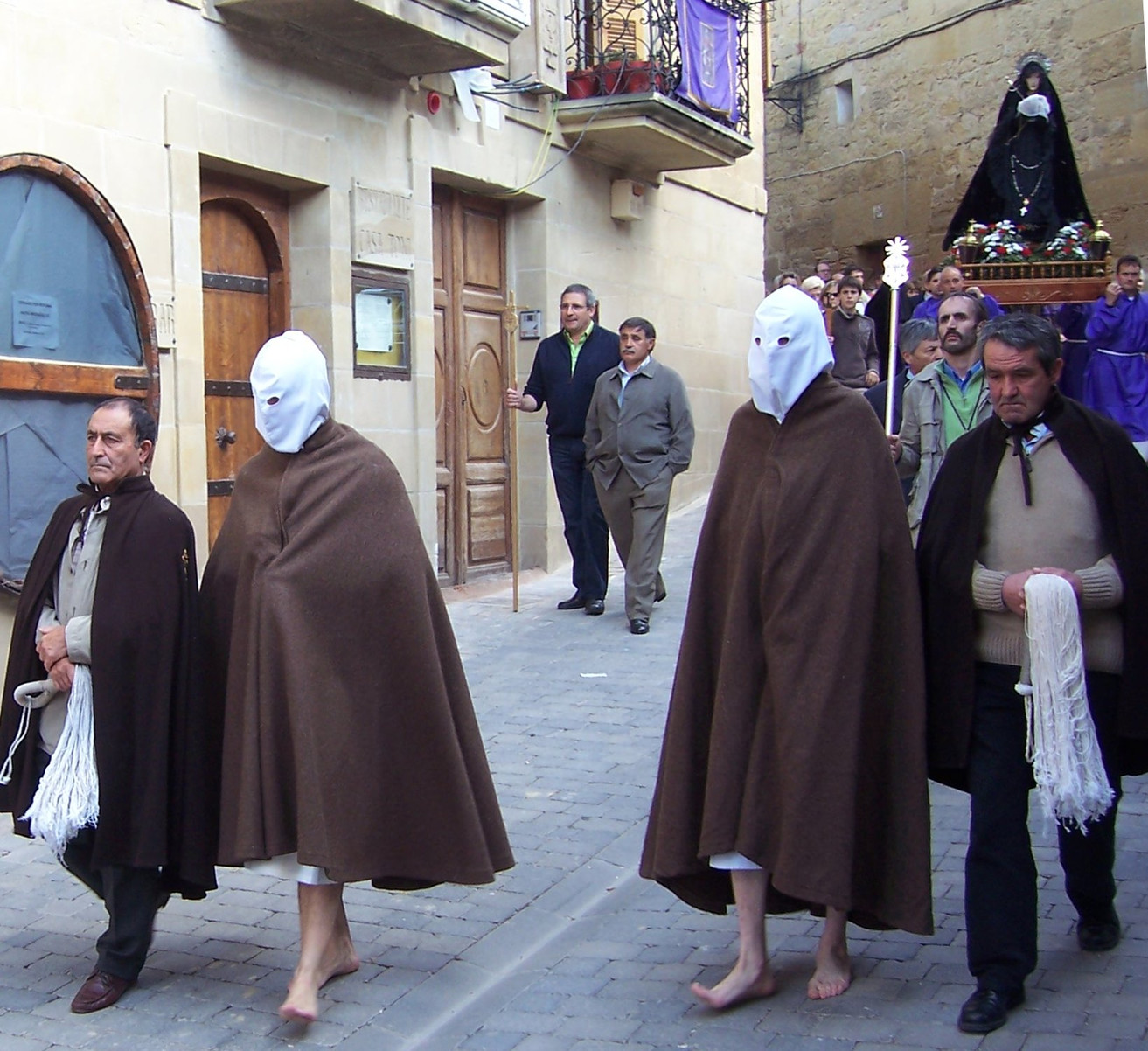
Disciplinantes en una procesión en La Rioja (España)
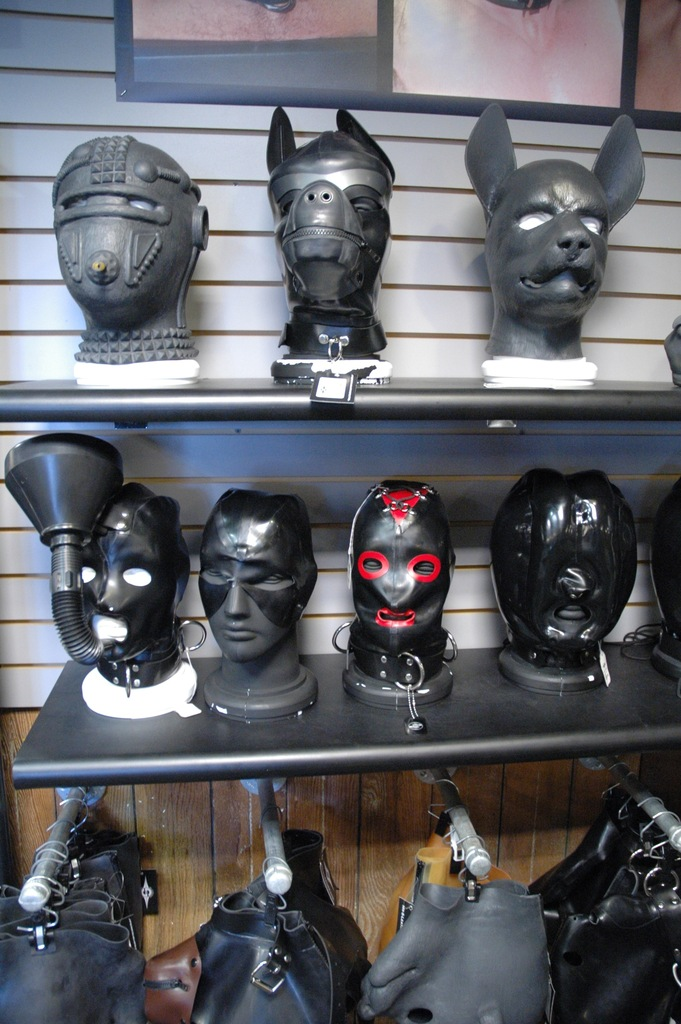
Capuchas bondage
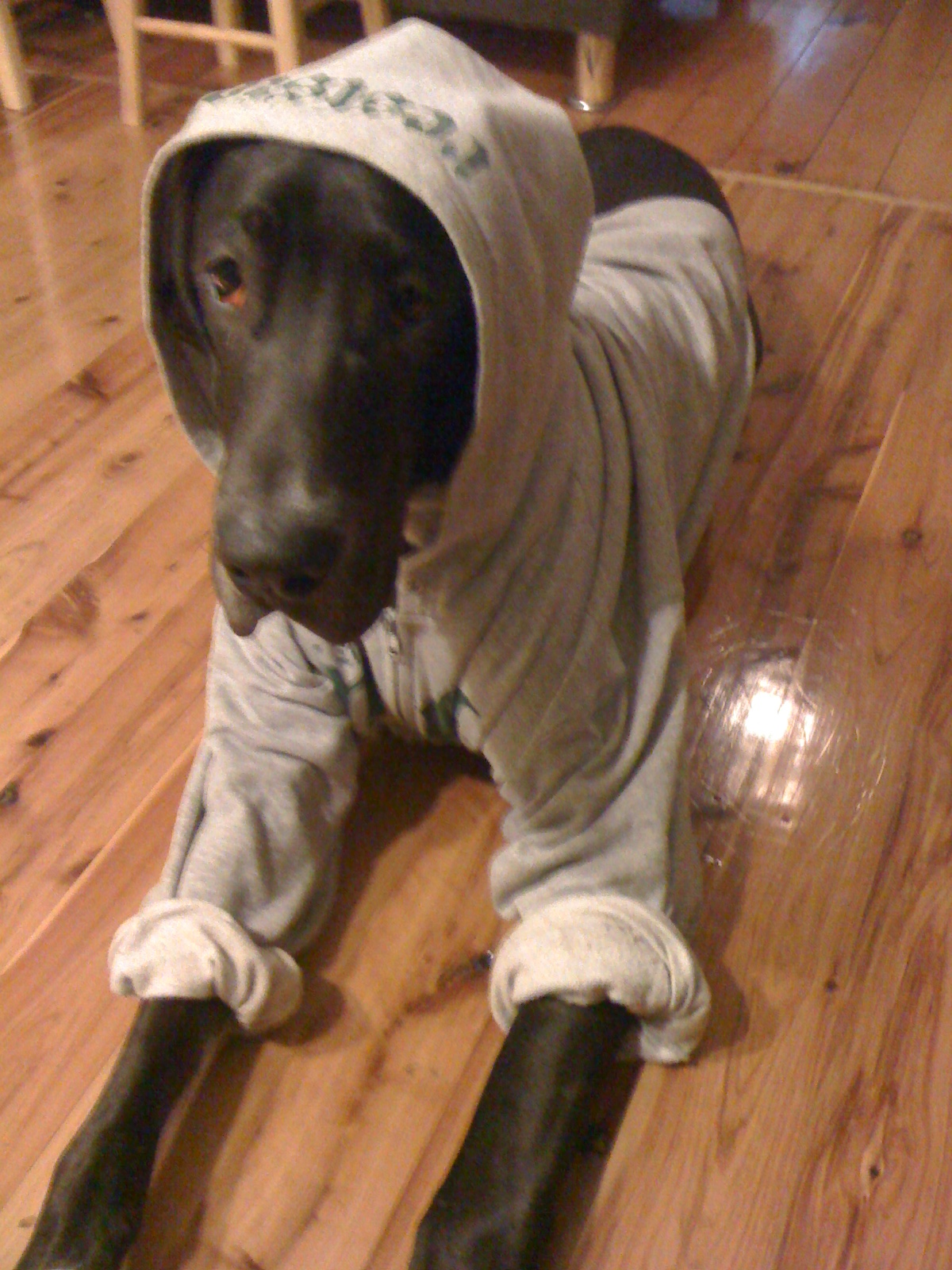
Perro con capucha
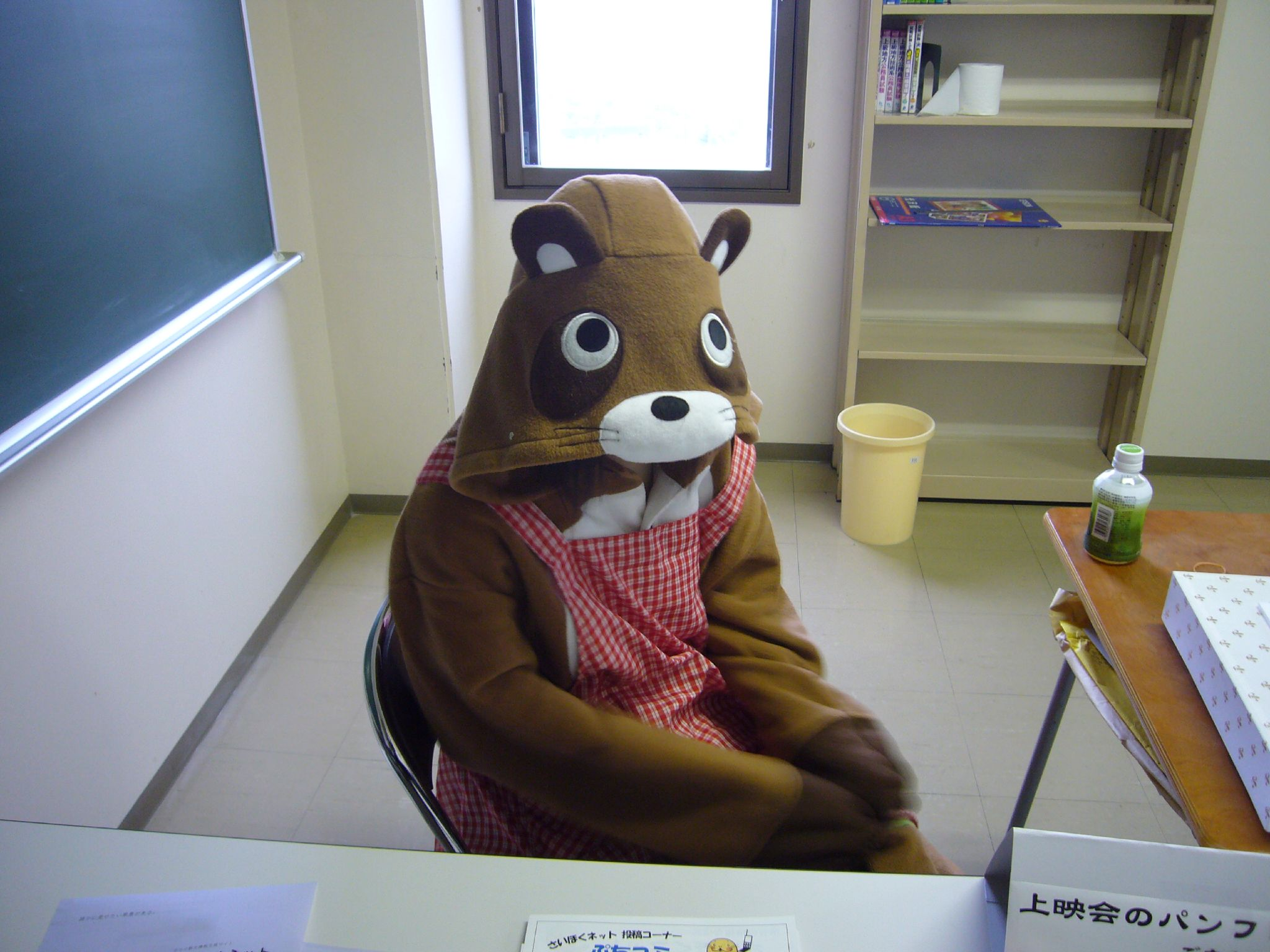
Capucha con forma de oso
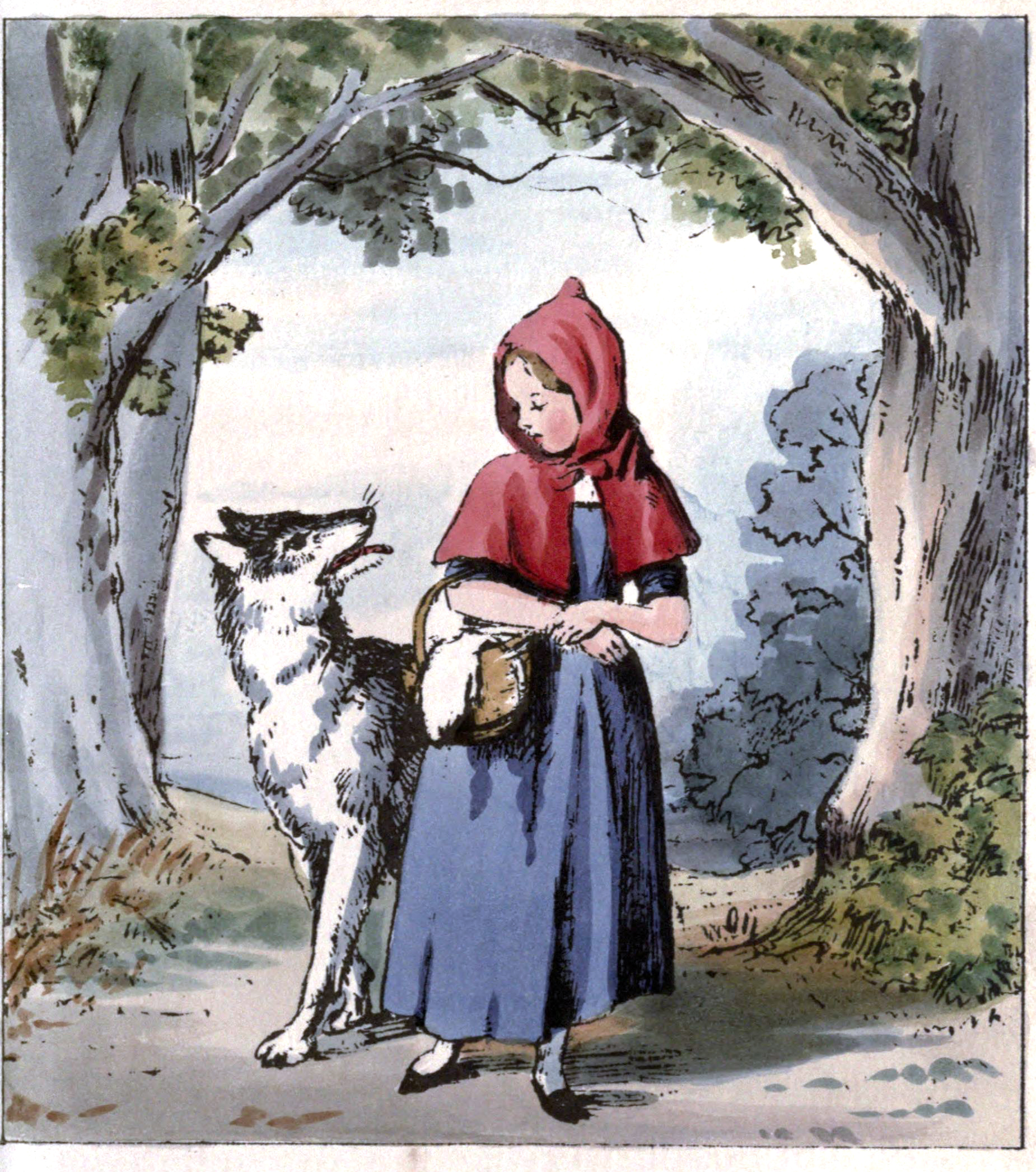
Caperucita roja

- Datos: Q850298
- Multimedia: Hoods / Q850298